# Mikha Pola Maqdassi
Mikha Pola Maqdassi (* 9. März 1949 in Alqosch) ist ein irakischer Geistlicher und chaldäisch-katholischer Weihbischof im Patriarchat von Bagdad.

## Leben
Mikha Pola Maqdassi empfing 1973 die Priesterweihe.
Papst Johannes Paul II. ernannte ihn am 6. Dezember 2001 zum Bischof von Alqosch. Die Bischofsweihe spendete ihm der Patriarch von Babylon, Raphael I. Bidawid, am 1. Februar des folgenden Jahres; Mitkonsekratoren waren André Sana, Erzbischof von Kirkuk, und Abdul-Ahad Sana, Altbischof von Alquoch.
Am 8. Oktober 2022 ernannte ihn Patriarch Louis Raphaël I. Kardinal Sako im Einvernehmen mit der Synode der chaldäisch-katholischen Kirche und nach Information des Heiligen Stuhls zum Weihbischof im Patriarchat von Bagdad. Papst Franziskus ernannte ihn mit gleichem Datum zum Titularbischof von Seert dei Caldei.